# ماري فاولر
ماري فاولر (بالإنجليزية: Mary Fuller)‏ هي نحّاتة أمريكية، ولدت في 20 أكتوبر 1922.